# Ключ Соломона
О книге Дэна Брауна см. «Утраченный символ»
«Ключ Соломона» (также Ключики Соломона, лат. Claviculae или Clavicula Salomonis) — гримуар времён Итальянского Ренессанса, составление которого приписывалось царю Соломону. Представляет собой сборник заклинаний, молитв и магических формул, содержит описание талисманов, пентаклей и других атрибутов магии. Предисловием служит текст апокрифического «Завещания царя Соломона своему сыну Ровоаму». Самое раннее из известных изданий — немецкое 1686 года. Есть немецкое издание в сборнике «Doctor Johann Faust». Bd. I—IV, Scheuble, Stuttgart 1846—1849. Подробнее смотрите Малый ключ Соломона и Большой ключ Соломона.